# Jatiya Sangsad
La Camera della Nazione (in bengalese: জাতীয় সংসদ Jatiyô Sôngsôd), anche nota come Jatiya Sangsad, è il parlamento monocamerale del Bangladesh. 
Esso detiene il potere legislativo e rappresenta i cittadini del paese, è situato nell'Edificio del Parlamento Nazionale, nella zona Sher-e-Bangla Nagar di Dacca (la capitale) ed è costituito da 350 membri, di cui 300 eletti per un quinquennio tramite un sistema uninominale secco.